# Cleopatra (álbum)
Cleopatra es el segundo álbum de estudio de la banda de rock estadounidense The Lumineers. El álbum fue lanzado en los Estados Unidos el 8 de abril de 2016, y contiene los sencillos "Ophelia" y "Angela". El álbum ha tenido éxito comercial, debutando en número 1 en el UK Albums Chart ¿Quienes salen en el vídeo Cleopatra?

## Lista de sencillos
Todas las canciones escritas y compuestas por Wesley Schultz y Jeremiah Fraites (except as noted). 
| N.º | Título                                      | Duración |  |
| 1.  | «Sleep on the Floor»                        | 3:31     |  |
| 2.  | «Ophelia»                                   | 2:40     |  |
| 3.  | «Cleopatra» (Schultz/Fraites/Simone Felice) | 3:21     |  |
| 4.  | «Gun Song»                                  | 3:36     |  |
| 5.  | «Angela» (Schultz/Fraites/Simone Felice)    | 3:21     |  |
| 6.  | «In the Light»                              | 3:51     |  |
| 7.  | «Gale Song» (Schultz/Fraites/Neyla Pekarek) | 3:13     |  |
| 8.  | «Long Way from Home»                        | 2:32     |  |
| 9.  | «Sick in the Head»                          | 2:31     |  |
| 10. | «My Eyes» (Schultz/Fraites/Neyla Pekarek)   | 3:36     |  |
| 11. | «Patience»                                  | 1:35     |  |

| Versión Deluxe con bonus tracks |                                            |          |  |
| N.º                             | Título                                     | Duración |  |
| 12.                             | «Where the Skies Are Blue» (Abraham Hovey) | 2:20     |  |
| 13.                             | «Everyone Requires a Plan»                 | 2:40     |  |
| 14.                             | «White Lie»                                | 3:15     |  |
| 15.                             | «Cleopatra» (live)                         | 4:48     |  |

| Target bonus tracks |                                        |          |  |
| N.º                 | Título                                 | Duración |  |
| 12.                 | «Sailor Song (Moitessier)»             | 2:24     |  |
| 13.                 | «For Fra»                              | 1:42     |  |
| 14.                 | «Boots of Spanish Leather» (Bob Dylan) | 4:43     |  |

## Posicionamiento
| Lista (2016)                       | Mejor posición |
| ---------------------------------- | -------------- |
| Australia (ARIA)                   | 2              |
| Austria (Ö3 Austria)               | 13             |
| Bélgica (Ultratop flamenca)        | 23             |
| Bélgica (Ultratop valona)          | 35             |
| Canadá (Billboard Canadian Albums) | 1              |
| Países Bajos (Album Top 100)       | 22             |
| Francia (SNEP)                     | 44             |
| Alemania (Offizielle Top 100)      | 16             |
| Irlanda (IRMA)                     | 4              |
| Italia (FIMI)                      | 27             |
| Nueva Zelanda (Recorded Music NZ)  | 10             |
| Noruega (VG-lista)                 | 27             |
| Suecia (Sverigetopplistan)         | 42             |
| Suiza (Schweizer Hitparade)        | 5              |
| Reino Unido (UK Albums Chart)      | 1              |
| US Billboard 200                   | 1              |